# Parada do Pinhão
Parada do Pinhão, ou Parada de Pinhão, é uma povoação portuguesa sede da Freguesia de Parada do Pinhão do Município de Sabrosa, freguesia com 5,72 km² de área e 257 habitantes (censo de 2021), tendo, por isso, uma densidade populacional de 44,9 hab./km².

## História
Foi vila e sede de concelho até 1836, constituindo um enclave no interior do (então maior) concelho de Vila Real. Era constituído por uma freguesia e tinha, em 1801, 553 habitantes. Aquando da perda do estatuto de concelho, passou a pertencer ao município de Vilar de Maçada, transitando para o de Sabrosa quando aquele foi extinto.

## Demografia
A população registada nos censos foi:
| Distribuição da População por Grupos Etários | Distribuição da População por Grupos Etários | Distribuição da População por Grupos Etários | Distribuição da População por Grupos Etários | Distribuição da População por Grupos Etários |
| -------------------------------------------- | -------------------------------------------- | -------------------------------------------- | -------------------------------------------- | -------------------------------------------- |
| Ano                                          | 0-14 Anos                                    | 15-24 Anos                                   | 25-64 Anos                                   | > 65 Anos                                    |
| 2001                                         | 29                                           | 54                                           | 189                                          | 75                                           |
| 2011                                         | 30                                           | 27                                           | 153                                          | 99                                           |
| 2021                                         | 16                                           | 15                                           | 116                                          | 110                                          |

## Património
- Igreja Paroquial de Nossa Senhora da Conceição de Parada do Pinhão;
- Capela do Espírito Santo, de Parada;
- Capela do Senhor do Calvário, de Valongo;
- Capela de São Salvador, de Vilarinho.